# Roberto Riveros
Roberto Ignacio Riveros Uribe (Santiago, Región Metropolitana, Chile, 27 de febrero de 1996) es un futbolista chileno que juega como delantero en Deportes Temuco de la Primera B de Chile.

## Trayectoria
Debuta profesionalmente por el equipo albo, en un amistoso contra Olimpia de Paraguay en el Estadio Monumental, en la goleada del Cacique por 4-0, en la conmemoración de los 23 años del confronte entre colocolinos y olimpistas, por la final de la Copa Libertadores de América 1991, que la ganó precisamente el equipo chileno.
Posteriormente pasó a préstamo a Deportes Santa Cruz y luego fichó por Rodelindo Román, a pedido de Rodolfo Madrid. En 2019, ficha por Colchagua Club de Deportes de la Segunda División chilena, consagrándose como goleador de la categoría.
En 2020, firma por Cobreloa, pasando la temporada siguiente a Santiago Morning. En diciembre de 2021, fue anunciado como nuevo jugador de Deportes Iquique. En diciembre de 2022, se anuncia su fichaje por Deportes Recoleta.

## Clubes
| Club                | País  | Año       |
| ------------------- | ----- | --------- |
| Colo-Colo           | Chile | 2014-2016 |
| Deportes Santa Cruz | Chile | 2016-2017 |
| Rodelindo Román     | Chile | 2018      |
| Colchagua           | Chile | 2019      |
| Cobreloa            | Chile | 2020-2021 |
| Santiago Morning    | Chile | 2021      |
| Deportes Iquique    | Chile | 2022      |
| Deportes Recoleta   | Chile | 2023-2024 |
| Deportes Temuco     | Chile | 2025-Act. |

## Palmarés

### Distinciones individuales
| Distinción                                                | Año  |
| --------------------------------------------------------- | ---- |
| Futbolista Amateur del Año                                | 2018 |
| Máximo goleador de la Segunda División Chilena (12 goles) | 2019 |